# Mieczysław Malcz
Ludwik Mieczysław Malcz (ur. 1 stycznia 1838 w Warszawie, zm. 19 maja 1920 tamże) – warszawski lekarz, miłośnik muzyki i kompozytor działający na przełomie XIX i XX w.

## Rodzina
Syn Bogumiła Malcza (1799–1839) i Julianny z d. Barczewskiej (1816–1882). Był trzykrotnie żonaty. Pierwszą żoną była Emma Gabriela Krauze (ur. 1841), z którą ślub zawarł 20 lipca 1862 roku, rozwiódł się 14 stycznia 1882. Drugą żoną była Helena Zuzanna Rembertowska (rozwód 18 maja 1893), trzecią – Helena Różycka (ślub 3 lipca 1913). Z pierwszą żoną miał syna Mieczysława Jana (ur. 1863), który był ojcem Jerzego (ur. 1898), żołnierza powstania warszawskiego.

## Życiorys
Gimnazjum ukończył w Warszawie, a studia medyczne w Moskwie (studiował w latach 1856–1861). Po zagranicznej podróży naukowej osiadł w Warszawie. Mieszkał przy ul. Marszałkowskiej nr hip. 1374. W latach powstania styczniowego 1863–1864 pomagał rannym w Lubelskiem.
22 listopada 1864 na posiedzeniu Towarzystwa Lekarskiego Warszawskiego został zgłoszony na członka zwyczajnego TLW. Został też członkiem towarzystw lekarskich Lwowa i Krakowa oraz Towarzystwa Przyjaciół Nauk w Poznaniu. Wydał drukiem kilkanaście prac naukowych w formie książkowej bądź w czasopismach medycznych. W 1866 roku redagował (w zastępstwie) „Pamiętnik Towarzystwa Lekarskiego Warszawskiego”, czasopismo lekarskie założone przez jego stryja Wilhelma.
W praktyce lekarskiej poświęcał dużo uwagi leczeniu za pomocą inhalacji. Zaprojektował nowatorski aparat do inhalacji. Według katalogu wystawy Lekarsko-Przyrodniczej 1881 r. w Krakowie była to: Parnia inhalacyjna wykonana z miejscowego materjału w Warszawie, według pomysłu Dra M. Malcza, z zastosowaniem w zboczeniach narządu oddechowego: 1) do nasycania powietrza pokojowego parą z przetworów balsamicznych leśnych; 2) do wziewań bezpośrednich tejże pary; 3) do wziewań środkami lotnemi przeciwgnilnemi. Aparat został zaprezentowany Akademii Lekarskiej w Paryżu w 1878 i nagrodzony na Wystawie Światowej tamże. W 1868 był lekarzem Ochrony nr II przy ul. Ogrodowej 841 w Warszawie.
Z zamiłowaniem oddawał się muzyce. W styczniu 1871 był jednym z założycieli Warszawskiego Towarzystwa Muzycznego, a przez 4 lata pełnił w nim obowiązki wiceprezesa. Komponował utwory na fortepian. Jego mazurek otrzymał 3 nagrodę na III konkursie muzycznym im. Konstantego ks. Lubomirskiego w 1905 roku. Publikował pod pseudonimem M.M. Anhelli. Wydał w kraju m.in. zbiór Pieśni i Preludy (Pamięci Chopin’a) op. 40, Ja się nie żalę... z księgi pieśni Heinricha Heinego op. 22, 1888 oraz za granicą: Alla minuetto op. 20, Barcarolle op. 12, Gondoliera, Nocturne italienne i Cinq Preludes wydane w Londynie.
Podobnie jak jego ojciec Bogumił i stryj Wilhelm, udzielał się w warszawskim zborze ewangelicko-augsburgskim. 7 maja 1882 wybrano go do komitetu zborowego.
W ostatniej dekadzie życia był działaczem Warszawskiego Towarzystwa Opieki nad Zwierzętami. Zabierał głos w sprawach praw zwierząt, np. w 1908 w sprawie zwierząt rzeźnych i w 1909 w sprawie handlu ptakami. W listopadzie 1915 został opiekunem okręgowym cyrkułu (okręgu) VII. W 1916 i 1917 był prezesem warszawskiego TOZ. W tym okresie mieszkał w Warszawie przy ul. Złotej 21.
Zmarł w wieku 82 lat i został pochowany na Powązkach.

## Publikacje (wybrane)
- 1865: Pogląd na przyczyny, historyą i rozwijanie się chorób zaraźliwych u zwierząt w stosunku do człowieka. Przyczynek do patologii porównawczej, Warszawa: Druk. A. Liefeldta, 1865, 94 str.
- 1866: Cholera, jej istota i leczenie, wraz z opisem ostatniej epidemii 1865 i 1866 r., Warszawa: Druk. J. Colty, 1866, 90 str.
- 1876: Z pedyjatryi: przypadek ostrego otrucia chlorkiem rtęciowym (merc. sublimat. corrosiv.) u dziecka, Kraków: Druk. U.J., 1876.
- 1878: Klimatologia Hyeres jako stacyi leczniczej zimowej dla chorych, Warszawa: Druk. Ziemkiewicza, 1878, 10 str.
- 1878: Model aparatu inhalacyjnego przenośnego do wytworzenia w danej zamkniętej przestrzeni (w pokoju) powietrza sztucznego leśnego, który jednocześnie może być zastosowany do wziewań (inhalacyj) rozmaitych środków lekarskich, Warszawa 1878, 11 str.
- 1879: Metoda inhalacyjna środków lekarskich, Warszawa: Druk. Gaz. Lek., 1879, 9 str.
- 1881: Arco, stacya klimatyczna zimowa w Tyrolu włoskim, jej opis i zestawienie z Meranem, z osobistych spostrzeżeń na miejscu podał i opisał..., Warszawa: nakł. autora, Druk. Gaz. Lek., 1881, 22 str.